# 保罗·爱丁顿
保罗·克拉克·爱丁顿 CBE（英語：Paul Clark Eddington，1927年6月18日—1995年11月4日），英格蘭演員。其最知名的作品是流行于1970年代至80年代的情景喜剧《古德的生活》与《是，大臣》及其续集《是，首相》。

## 早年生活
保罗的父亲是阿尔伯特·克拉克·爱丁顿（Albert Clark Eddington ），母亲是弗朗西斯·玛丽（Frances Mary）（婚前姓为罗伯茨，即Roberts）。保罗信仰貴格會派基督教。曾在牛津郡西伯福德弗里斯的西伯福德学校就讀。

## 生涯

### 早年
他開始表演於二戰期間，他当时为娱乐服役协会表演，但當得知他是位和平主義者与良心拒服兵役者時，被要求離開。之後，他來到了一家謝菲爾德的一家保留剧目剧院进行表演。1956年，他第一次上鏡是在怪盗罗宾逊《The Adventures of Robin Hood》中担任固定角色，開始演出次要角色，而第四季时出演了威尔斯·佳利。他亦在《The Avengers》 (1963)、《密諜》 (1967)、和《冠军们》 (1969)中出现。他还在咸马电影制作公司的《魔鬼出击》和在1976年不文山鬼馬表演的一集中擔任配角。

### 成名
儘管爱丁顿一生的職業都是演員，在他40多歲時才家喻戶曉。這是藉助BBC在1975年首播的電視劇《美好生活》，講述了一對夫妻決定放棄工作，在自己郊區的後院種自給自足的故事。爱丁顿出演了鄰居杰瑞·莱德贝特，佩内洛普·基思出演了他的妻子Margo。原本只作一小部分，但Leadbetters一家迅速成為了兩位「明星」必不可少的配角。
1980年起，爱丁顿在熱播的《是，大臣》和《是，首相》中出演行政事务大臣、首相吉姆•哈克時更加出名了。时任英國首相玛格丽特·撒切尔說這是她最喜愛的節目。他因這兩部喜劇四次被提名為英國電影和電視藝術學院的最佳聚光灯娱乐表演獎，但每次都輸給了共同出演的奈杰尔·霍桑。
1987年中，爱丁顿在澳洲的《皮纳福号军舰》中出演Sir Joseph Porter 。
爱丁顿28岁时被诊断出患有一种罕见的癌症——蕈样肉芽肿，但在中间的四十年里，埃丁顿和他的直系家庭成员都对他的病情保密。直到1994年，埃丁顿才回应了媒体对他皮肤变黑和脱发的猜测，承认了他的病情。他最後的演出是在1992年電視戲劇化的《甘菊草坪》和在《The Adventures of Mole》中Badger的配音。

### 獲獎與榮譽
爱丁顿在1987年和1992年獲得大英帝國司令勛章 (CBE) ，因在《无人区》中的表演獲得评论界戏剧奖。

## 晚年
爱丁顿的自傳So Far, So Good, 在1995年由Hodder & Stoughton 出版。在1995年10月30日，爱丁顿在谈话系列节目面对面接受了杰里米·艾萨克的采访，討論了自己的生命、事业和疾病。節目中，爱丁顿說，「一名記者曾經問我，我希望我死後的悼詞会是什么，我說，『他很少做壞事』。这样做並不簡單，我覺得很多人都做了不少壞事。如果在人们心中，我是个很少做坏事的人，我就很满足了。」
爱丁顿逝世於倫敦的南華克區，留下妻子Patricia Scott和三兒女。2001年7月15日，BBC1播出了一部长为30分钟的追憶片《保罗·爱丁顿：好人一生》（Paul Eddington: A Life Well Lived）。

## 精選電影
- Jet Storm（英语：Jet Storm） (1959)
- Ring of Spies（英语：Ring of Spies） (1964)
- The Devil Rides Out（英语：The Devil Rides Out (film)） (1968)
- The Amazing Mr Blunden（英语：The Amazing Mr Blunden） (1972)
- Baxter! (1973)